# Cheiramiona stellenboschiensis
Cheiramiona stellenboschiensis är en spindelart som beskrevs av Leon N. Lotz 2003. Cheiramiona stellenboschiensis ingår i släktet Cheiramiona och familjen sporrspindlar. Inga underarter finns listade i Catalogue of Life.